# ニヤクコーポレーション
株式会社ニヤクコーポレーション（Niyac Corporation）は 東京都江東区冬木14-5に本社を置く、石油製品の輸送を主力とするエネルギー物流会社である。また、同業の子会社を統括するグループ本社でもある。

## 概要
石油配給公団の供給する石油類を国鉄（当時）に納入するため、1948年に設立された。当時の本社は国鉄から提供された高架下の空き事務所だった。間もなく日本での民間石油会社運営が解禁されると、それらの荷役業務も請け負うようになった。
現在ではJR向け石油類を含めたタンクローリーでの石油製品輸送を主業務とし、タンクローリーの保有台数（約2400両）および運行台数では業界トップ。
筆頭株主がENEOSであり、グループ会社を含め多数のENEOS専属ローリーを運行するが、一方でその他石油元売すべてと専属契約がある。（会社概要などでは、自身を「国内最大の独立系バルク物流グループ」と称している）
石油ローリーの他、LNG（天然ガス）向けローリーも国内最多の160両を自社保有している。近年ではタンクローリーの他、タンクコンテナを用いた物流事業や受発注代行業務も行う。
また、元々国鉄に石油を納入するために設立されたため、現在でもJR構内作業所を有するほか、JRを含めた公共団体向けの燃料・油脂類代理納入業務も行っている。

## 沿革
- 1948年（昭和23年） - 株式会社国鉄石油荷扱社として設立。まもなく石油荷役株式会社に社名変更する。
- 1949年（昭和24年） - タンクローリー第1号車を導入し、石油バルク輸送を開始する。
- 1955年（昭和30年） - アスファルトの輸送を開始する。
- 1960年（昭和35年） - 石油化成品の輸送を開始する。
- 1961年（昭和36年） - プロパンガスの輸送を開始する。
- 1989年（平成元年） - 海上タンクコンテナの輸送を開始。
- 1991年（平成3年） - 社名を現在の株式会社ニヤクコーポレーションに改称。国際複合一貫輸送を開始する。
- 1998年（平成10年） - ISO9002品質システム認証取得。
- 2002年（平成14年） - オーダーセンターを全国6か所で稼動開始。
- 2009年（平成21年）- オーダーセンターを1本化し、オペレーションセンターとして稼働開始。

## 安全運行への取り組み
- 制限速度の厳守　一般道60 km/h、高速道80 km/hを超えると端末より警告音、即座に減速しなければ当日の日報に記録され、所属長より厳重注意を受ける。
- 15年間無事故のドライバーに対してハワイに招待旅行を行なっている。
- 25年間無事故のドライバーに対してはアメリカ西海岸旅行を行っている。

## 雇用形態
2022年現在は、免許・各種資格の有無によって正社員もしくは準社員となる。準社員は、会社が指定する資格を取得後に正社員となる。

## 主要子会社
- 株式会社ヨウコー
- 株式会社ガスケミカル物流西日本
- 東邦運送株式会社
- 株式会社一光梱包輸送
- ニヤクトレーディング株式会社
- 石油防災株式会社